# Draft de l'NBA del 2009
El Draft de l'any 2009 de l'NBA va tenir lloc el 25 de juny al pavelló Washington Mutual del Madison Square Garden de Nova York, als Estats Units.

## Primera Ronda
| Posició | Jugador           | Nacionalitat   | Equip NBA                                                   | Universitat/Equip Anterior      |
| ------- | ----------------- | -------------- | ----------------------------------------------------------- | ------------------------------- |
| 1       | Blake Griffin     | Estats Units   | Los Angeles Clippers                                        | Oklahoma                        |
| 2       | Hasheem Thabeet   | Tanzània       | Memphis Grizzlies                                           | Connecticut                     |
| 3       | James Harden      | Estats Units   | Oklahoma City Thunder                                       | Arizona State                   |
| 4       | Tyreke Evans      | Estats Units   | Sacramento Kings                                            | Memphis                         |
| 5       | Ricky Rubio       | Catalunya      | Minnesota Timberwolves (de Miami)                           | DKV Joventut (Catalunya)        |
| 6       | Jonny Flynn       | Estats Units   | Minnesota Timberwolves                                      | Syracuse                        |
| 7       | Stephen Curry     | Estats Units   | Golden State Warriors                                       | Davidson                        |
| 8       | Jordan Hill       | Estats Units   | New York Knicks                                             | Arizona                         |
| 9       | DeMar DeRozan     | Estats Units   | Toronto Raptors                                             | USC                             |
| 10      | Brandon Jennings  | Estats Units   | Milwaukee Bucks                                             | Lottomatica Roma (Itàlia)       |
| 11      | Terrence Williams | Estats Units   | New Jersey Nets                                             | Louisville                      |
| 12      | Gerald Henderson  | Estats Units   | Charlotte Bobcats                                           | Duke                            |
| 13      | Tyler Hansbrough  | Estats Units   | Indiana Pacers                                              | North Carolina                  |
| 14      | Earl Clark        | Estats Units   | Phoenix Suns                                                | Louisville                      |
| 15      | Austin Daye       | Estats Units   | Detroit Pistons                                             | Gonzaga                         |
| 16      | James Johnson     | Estats Units   | Chicago Bulls                                               | Wake Forest                     |
| 17      | Jrue Holiday      | Estats Units   | Philadelphia 76ers                                          | UCLA                            |
| 18      | Ty Lawson         | Estats Units   | Minnesota Timberwolves (de Miami. Traspassat a Denver)      | North Carolina                  |
| 19      | Jeff Teague       | Estats Units   | Atlanta Hawks                                               | Wake Forest                     |
| 20      | Eric Maynor       | Estats Units   | Utah Jazz                                                   | VCU                             |
| 21      | Darren Collison   | Estats Units   | New Orleans Hornets                                         | UCLA                            |
| 22      | Víctor Claver     | País Valencià  | Portland Trail Blazers (de Dallas)                          | Pamesa Valencia (País Valencià) |
| 23      | Omri Casspi       | Israel         | Sacramento Kings (de Houston)                               | Maccabi Tel Aviv (Israel)       |
| 24      | B. J. Mullens     | Estats Units   | Dallas Mavericks (de Portland. Traspassat a Oklahoma)       | Ohio State                      |
| 25      | Rodrigue Beaubois | França         | Oklahoma City Thunder (de San Antonio. Traspassat a Dallas) | Cholet (França)                 |
| 26      | Taj Gibson        | Estats Units   | Chicago Bulls (de Denver via Oklahoma City)                 | USC                             |
| 27      | DeMarre Carroll   | Estats Units   | Memphis Grizzlies (de Orlando)                              | Missouri                        |
| 28      | Wayne Ellington   | Estats Units   | Minnesota Timberwolves (de Boston)                          | North Carolina                  |
| 29      | Toney Douglas     | Estats Units   | Los Angeles Lakers (traspassat a New York)                  | Florida State                   |
| 30      | Christian Eyenga  | R.D. del Congo | Cleveland Cavaliers                                         | CB Prat (Catalunya)             |

## Segona ronda
| Posició | Jugador          | Nacionalitat                               | Equip                                                                     | Universitat/Equip Anterior |
| ------- | ---------------- | ------------------------------------------ | ------------------------------------------------------------------------- | -------------------------- |
| 31      | Jeff Pendergraph | Estats Units                               | Sacramento Kings (traspassat a Portland)                                  | Arizona State              |
| 32      | Jermaine Taylor  | Estats Units                               | Washington Wizards (traspassat a Houston)                                 | Central Florida            |
| 33      | Dante Cunningham | Estats Units                               | Portland Trail Blazers (de LA Clippers)                                   | Villanova                  |
| 34      | Sergi Llull      | Illes Balears                              | Denver Nuggets (de Oklahoma City. Traspassat a Houston)                   | Real Madrid (Espanya)      |
| 35      | DaJuan Summers   | Estats Units                               | Detroit Pistons (de Minnesota)                                            | Universitat de Georgetown  |
| 36      | Sam Young        | Estats Units                               | Memphis Grizzlies                                                         | Pittsburgh                 |
| 37      | DeJuan Blair     | Estats Units                               | San Antonio Spurs (de Golden State via Phoenix)                           | Pittsburgh                 |
| 38      | Jon Brockman     | Estats Units                               | Portland Trail Blazers (de New York via Chicago. Traspassat a Sacramento) | Washington                 |
| 39      | Jonas Jerebko    | Suècia                                     | Detroit Pistons (de Toronto)                                              | Angelico Biella (Itàlia)   |
| 40      | Derrick Brown    | Estats Units                               | Charlotte Bobcats (de New Jersey via Oklahoma City)                       | Xavier                     |
| 41      | Jodie Meeks      | Estats Units                               | Milwaukee Bucks                                                           | Kentucky                   |
| 42      | Patrick Beverley | Estats Units                               | Los Angeles Lakers (de Charlotte. Traspassat a Miami)                     | BC Dnipro (Ucraïna)        |
| 43      | Marcus Thornton  | Estats Units                               | Miami Heat (de Indiana. Traspassat a New Orleans)                         | LSU                        |
| 44      | Chase Budinger   | Estats Units                               | Detroit Pistons (traspassat a Houston)                                    | Arizona                    |
| 45      | Nick Calathes    | Grècia · Estats Units                      | Minnesota Timberwolves (de Philadelphia via Miami. Traspassat a Dallas)   | Florida                    |
| 46      | Danny Green      | Estats Units                               | Cleveland Cavaliers (de Chicago)                                          | North Carolina             |
| 47      | Henk Norel       | Països Baixos                              | Minnesota Timberwolves (de Miami)                                         | DKV Joventut (Catalunya)   |
| 48      | Taylor Griffin   | Estats Units                               | Phoenix Suns                                                              | Oklahoma                   |
| 49      | Serhí Hladir     | Ucraïna                                    | Atlanta Hawks                                                             | MBC Mykolaiv (Ucraïna)     |
| 50      | Goran Suton      | Bòsnia i Hercegovina · Estats Units        | Utah Jazz                                                                 | Michigan State             |
| 51      | Jack McClinton   | Estats Units                               | San Antonio Spurs (de New Orleans via Toronto)                            | Miami                      |
| 52      | A. J. Price      | Estats Units                               | Indiana Pacers (de Dallas)                                                | Connecticut                |
| 53      | Nando de Colo    | França                                     | San Antonio Spurs (de Houston)                                            | Cholet (França)            |
| 54      | Robert Vaden     | Estats Units                               | Charlotte Bobcats (de San Antonio. Traspassat a Oklahoma City)            | UAB                        |
| 55      | Patrick Mills    | Austràlia                                  | Portland Trail Blazers (de Denver)                                        | Saint Mary's (CA)          |
| 56      | Ahmad Nivins     | Estats Units                               | Dallas Mavericks (de Portland)                                            | Saint Joseph's             |
| 57      | Emir Preldžič    | Bòsnia i Hercegovina · Eslovènia · Turquia | Phoenix Suns (de Orlando via Oklahoma City)                               | Fenerbahçe Ülker (Turquia) |
| 58      | Lester Hudson    | Estats Units                               | Boston Celtics                                                            | Tennessee-Martin           |
| 59      | Chinemelu Elonu  | Nigèria · Estats Units                     | Los Angeles Lakers                                                        | Texas A&M                  |
| 60      | Robert Dozier    | Estats Units                               | Miami Heat (de Cleveland)                                                 | Memphis                    |